# Zemamra
Zemamra (arabiska: زمامرة) är en stad i Marocko.   Den ligger i provinsen Sidi Bennour och regionen Casablanca-Settat, 230 km sydväst om huvudstaden Rabat. Antalet invånare var 13 279 vid folkräkningen 2014.